# マリア・ラ・デル・バリオ
『マリア・ラ・デル・バリオ』（原題: María la del Barrio）は、メキシコのテレビドラマ。ラス・エストレージャスで1995年8月14日から1996年4月26日まで放送された。

## 登場人物
マリア・ヘルナンデス・デ・ラ・ベガ「マリア・ラ・デル・バリオ」
演：タリア
ルイス・フェルナンド・デ・ラ・ベガ・モンテネグロ
演：フェルナンド・コルンガ